# Meteorit de Sikhoté-Alín

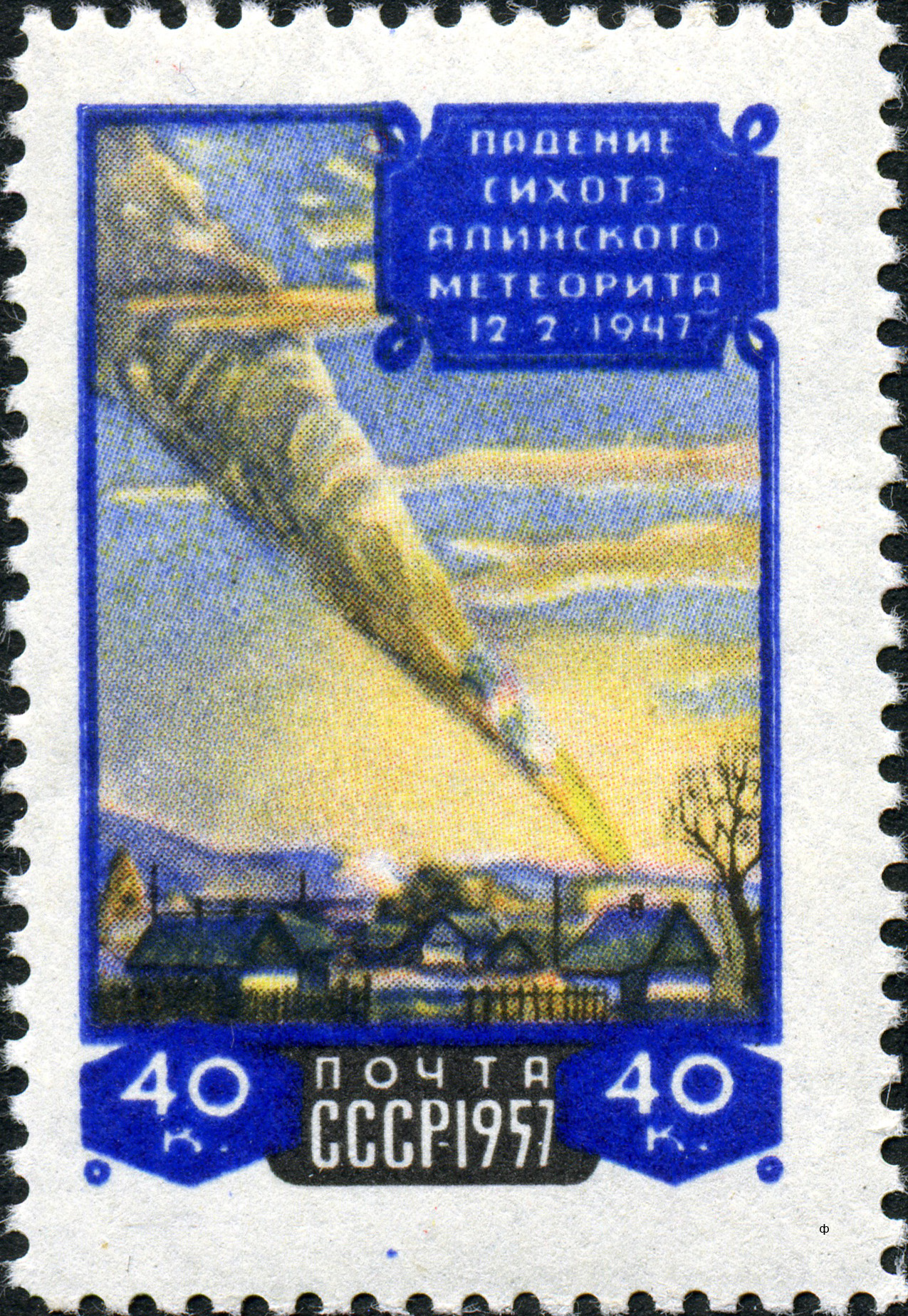
Segell soviètic de 1957 dedicat a la caiguda del meteorit de Sikhoté-Alín.

El meteorit de Sikhoté-Alíеn (en rus: Сихотэ-Аленский метеорит) o Sikhoté-Alín (Сихотэ-Алиень) és un meteorit metàl·lic caigut a Rússia el 12 de febrer de 1947 sobre les muntanyes Sikhoté-Alíеn. Aquesta pluja de meteorits va ser la més gran de la història recent.

## Història
Al voltant de les 10:30 del matí del 12 de febrer de 1947 es va poder observar a les muntanyes Sikhoté-Alín un gran bòlid, més brillant que el Sol i procedent del nord, descendint en un angle d'aproximadament 41 graus. El fort esclat i el gran baluern es van poder detectar en un radi de 300 km a la rodona (punt d'impacte, astroblema, proper a Luchegorsk i aproximadament a 440 quilòmetres al nord-est de Vladivostok). Un deixant de fum d'aproximadament 32 quilòmetres d'altura va romandre en el cel durant diverses hores. Va ser un succés tan impactant que en 1957, per commemorar el seu 10 aniversari, el servei postal de l'URSS va llançar un segell en el qual es mostra la columna de fum. Es calcula que el pes d'aquest bòlid estava entre les 20 i 23 tones al moment d'entrar en l'atmosfera. Aquest succés va deslligar l'interès dels geòlegs i científics de tota l'URSS que van acudir al lloc per trobar aquests fragments amb equips de detecció de metalls i estudiar l'ocorregut. El 1950 es va editar un documental de 10 minuts de durada sobre aquest meteorit.
El meteorit al moment d'entrada en l'atmosfera viatjava a una velocitat de 14 km/s, és a dir, a una velocitat de 50.400 km/h i va començar a trencar-se en fragments, desencadenant la pluja de meteorits. A una altitud de 5,6 km la massa més gran va trencar en una violenta explosió. Avui dia milers de fragments d'aquest meteorit es troben escampats per les muntanyes de Sikhoté-Alín. Es reconeixen fàcilment com pegots de ferro colat. Encara que no es tracti d'una peça extremadament rara, és un meteorit bastant estimat pels col·leccionistes, ja sigui per la seva importància, per la seva recent caiguda, o per la seva fèrria bellesa. El difícil accés a la zona a causa d'una tupida massa forestal de taigà dificulta que col·leccionistes de meteorits puguin trobar amb comoditat els fragments escampats. Els vestigis més comuns d'aquest tremend impacte no solen excedir els dos centímetres ni pesar més enllà dels 15 grams. La peça més gran trobada fins avui té un pes de 1.745 kg i es troba en el museu geològic de Moscou.

## Composició
El meteorit de Sikhoté-Alín es classifica com un meteorit metàl·lic que pertany al grup químic IIAB i amb estructura de octahedrita gruixuda. Es compon aproximadament del 93 % de ferro, 5,8 % níquel, 0,42 % cobalt, 0,46 % fòsfor i 0,28 % de sofre, amb traces de gal·li, germani i iridi. També s'ha detectat la presència de taenita, plessite, pirrotina (troilita), cromita, camacita (kamacita) i schreibersita.